# Huawei Ascend G6
Huawei Ascend G6 та Huawei Ascend G6 4G — смартфони середнього рівня, розроблені компанією Huawei, що є спрощеними версіями Huawei Ascend P6. Були представлені у лютому 2014 року на MWC 2014. Моделі відрізняються присутністю більш потужного процесора, більшої кількості пам'яті та підтримки 4G у моделі Ascend G6 4G.
Також 28 квітня того ж року був представлений Huawei Ascend P7 mini, що відрізняється від Ascend G6 4G типом дисплею. Позиціонувався як спрощена версія Huawei Ascend P7.
В Україні офіційно продавався тільки Huawei Ascend G6.

## Дизайн
Екран виконаний зі скла. Задня панель та нижній торець виконані з пластику. Верхній та бокові торці виконані з пластику, стилізованого під метал.
Зверху розташований роз'єм microUSB. З лівого боку розташований 3.5 мм аудіороз'єм. З правого боку розміщені кнопки регулювання гучності та кнопка блокування смартфону. На задній панелі розташовані динамік, блок камери зі спалахом та другий мікрофон. Також знявши задню панель можна отримати доступ до слотів під SIM-картку і карту пам'яті формату microSD до 64 ГБ. Основний мікрофон знаходиться на нижній рамці дисплею.
Huawei Ascend G6 продавався в 5 кольорах: чорному, білому, синьому, золотому та рожевому.
Huawei Ascend G6 4G продавався в 4 кольорах: чорному з торцями сріблястого кольору, чорному з торцями бронзового кольору, білому з торцями золотого кольору та білому з торцями рожевого кольору.
Huawei Ascend P7 продавався в чорному та білому кольорах.

## Технічні характеристики

### Платформа
Ascend G6 отримав процесор виробництва Qualcomm Snapdragon 200, а Ascend G6 4G та P7 mini — Snapdragon 400. Обидва процесори працюють у парі з графічним процесором Adreno 305.

### Батарея
Батарея отримала об'єм 2000 мА·год. Незважаючи на знімну задню панель, у смартфоні відсутня можливість заміни батареї без розбору.

### Камера
Смартфони отримали основну камеру 8 Мп, f/2.0 з автофокусом та здатністю запису відео в роздільній здатності 720p@30fps. Фронтальна камера отримала роздільність 5 Мп та здатність запису відео в роздільній здатності 720p@30fps.

### Екран
Екран IPS LCD у G6 та G6 4G і TFT LCD у P7 mini, 4.5", 960 × 540 з щільністю пікселів 245 ppi та співвідношенням сторін 16:9.

### Пам'ять
Ascend G6 продавався в комплектаціях 1/4 ГБ.
Ascend G6 4G та P7 mini продавалися в комплектаціях 1/8 ГБ.

### Програмне забезпечення
Смартфони були випущені на Emotion UI 2.0 Lite на базі Android 4.3 Jelly Bean.

## Рецензції
Оглядач з інформаційного порталу ITC.ua відніс до мінусів Ascend G6 автономність, якість основної камери і розташування роз'ємів 3,5 мм та microUSB. До плюсів оглядач відніс дизайн, непогану платформу та якісну фронтальну камеру.
Оглядач з Pingvin.Pro відніс до плюсів смартфона відніс комплект поставки, дизайн та стиль, ергономіка кнопок живлення та гучності, дисплей та оболонка Emotions UI 2.0 Lite. До мінусів він відніс невдалу ергономіку міні-джека, пригальмовування в автоматичному регулюванні яскравості, звук, камера з пригальмованим автофокусом, малу кількість оперативної пам’яті та слабку автономність.